# Площа Українських Героїв (станція метро)
50°26′22″ пн. ш. 30°31′1″ сх. д. / 50.43944° пн. ш. 30.51694° сх. д.
«Пло́ща Украї́нських Геро́їв» — 22-га станція Київського метрополітену на Оболонсько-Теремківській лінії між станціями «Майдан Незалежності» та «Олімпійська».
Має перехід на станцію  «Палац спорту» Сирецько-Печерської лінії.

## Історія
Станція відкрита 19 грудня 1981 року. Станція має один вихід, який сполучений з підземним переходом на однойменну площу. Наземний вестибюль відсутній.
Первинна назва станції — Площа Льва Толстого. Сучасна назва «Площа Українських Героїв» — з 18 травня 2023 року. Обидві назви станції метро походять від однойменної площі, під якою розташована станція.

## Опис
Конструкція станції — пілонна трисклепінна з острівною платформою. Станція без колійного розвитку.
Архітектори максимально використали підземний простір. Облицювання білим мармуром пілонів повторює лінію конструкції. Бра і світильники, стилізовані під свічники, створюють атмосферу першого балу Наташі Ростової. Має три підземних зали — середня і дві зали з посадковими платформами. Зали станції з'єднані між собою низками проходів-порталів, що чергуються з пілонами. Середній зал за допомогою ескалаторного тунелю з тристрічковим одномаршевим ескалатором з'єднаний із підземним вестибюлем, який прямує до підземного переходу під площею Українських Героїв. Спочатку в перспективі планувалося спорудження другого виходу у бік Бессарабки, але ці плани так і залишилися не здійсненими. Наземний вестибюль відсутній. Один з виходів з підземного переходу вбудований у споруду інженерного корпусу Київського метрополітену, що розміщена над ескалаторним і касовим залом.
24 січня 2019 року на станції встановлені турнікети українського виробництва у тестовому режимі для проходу пасажирів, які користуються безконтактними банківськими картками для оплати проїзду, що дозволить провести якісну перевірку функціонала техніки в умовах київського метрополітену, а також перерозподілити пасажиропотоки для зручності пасажирів у режимі «fast line». Якщо нова модель турнікетів покаже хороші результати роботи, то такі ж «турнікети-велетні» можуть з'явитися і на інших станціях підземки.
13 липня 2023 року ухвалені шрифти архітекторами станції, які використають на колійних стінах станції «Українських Героїв» столичної підземки, затвердили архітектори. В цей день відбулася на КП «Київський метрополітен» зустріч з автором цих шрифтів Богданом Гдалем — шрифтовим дизайнером, який за власної ініціативи розпочав роботу над створенням нових написів для станцій на початку 2023 року. Ідею митця підтримали архітектори перейменованих станцій та надали всі необхідні погодження. Адже внесення змін до існуючого архітектурного оформлення, зокрема й до архітектурного вигляду назви станції метрополітену, виконується виключно за погодженням з архітектором цієї станції. Попередньо роботи триватимуть до кінця вересня 2023 року. Наразі на станціях триває процес заміни інформаційних покажчиків, які вже бачать пасажири. Зокрема, на станціях можна зустріти нові назви на вхідних групах, на покажчиках напрямку руху поїздів та інформаційних стендах. Пасажири бачитимуть зміни поступово, оскільки це тривалий процес і більшість робіт виконується вночі.
12 квітня 2024 року на перейменованій станції метро «Площа Українських Героїв» змонтовано перший комплект літер з чотирьох необхідних. Один напис має 26 символів, що потребує часу для монтажу, а роботи здійснюються лише вночі, коли відсутній рух поїздів та напруга на контактній рейці. Загалом під час перейменування цієї станції виготовлено 104 символи. Вага однієї літери — близько 3 кг. Назва станції «Площа Українських Героїв» — є найдовшою серед інших назв станцій метрополітену. Автором літер став графічний дизайнер Богдан Гдаль. У 2023 році він розпочав розробку шрифтів за власної ініціативи. Ідею дизайнера підтримали архітектори станції та надали всі необхідні погодження.

## Пересадки
Станція є частиною пересадкового вузла між Сирецько-Печерською та Оболонсько-Теремківською лініями. Середні зали станцій «Палац спорту» та «Площа Українських Героїв» сполучені за допомогою ескалаторного тунелю, в якому встановлено одномаршевий чотиристрічковий ескалатор. Станція «Палац спорту» нижче.

## Пасажиропотік
| Рік                           | 2009 | 2011 | 2012 | 2013 | 2014 | 2015 | 2016 | 2017 | 2018 |
| ----------------------------- | ---- | ---- | ---- | ---- | ---- | ---- | ---- | ---- | ---- |
| Пасажиропотік, тис. осіб/добу | 28,2 | 29,3 | 30,5 | 30,7 | 28,5 | 27,1 | 26,9 | 26,7 | 25,8 |

## Зображення

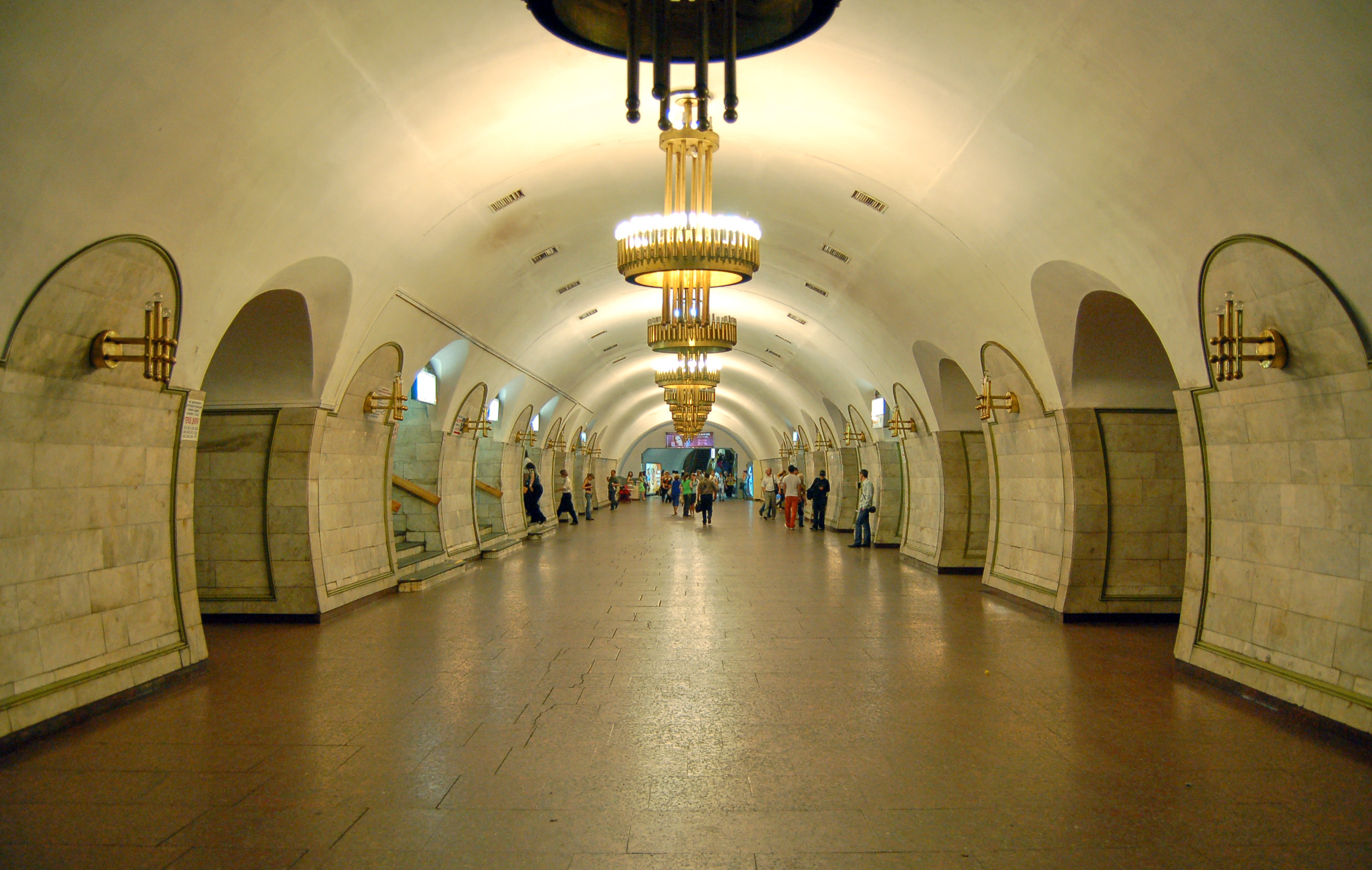
Центральний зал, вигляд в бік ескалаторів
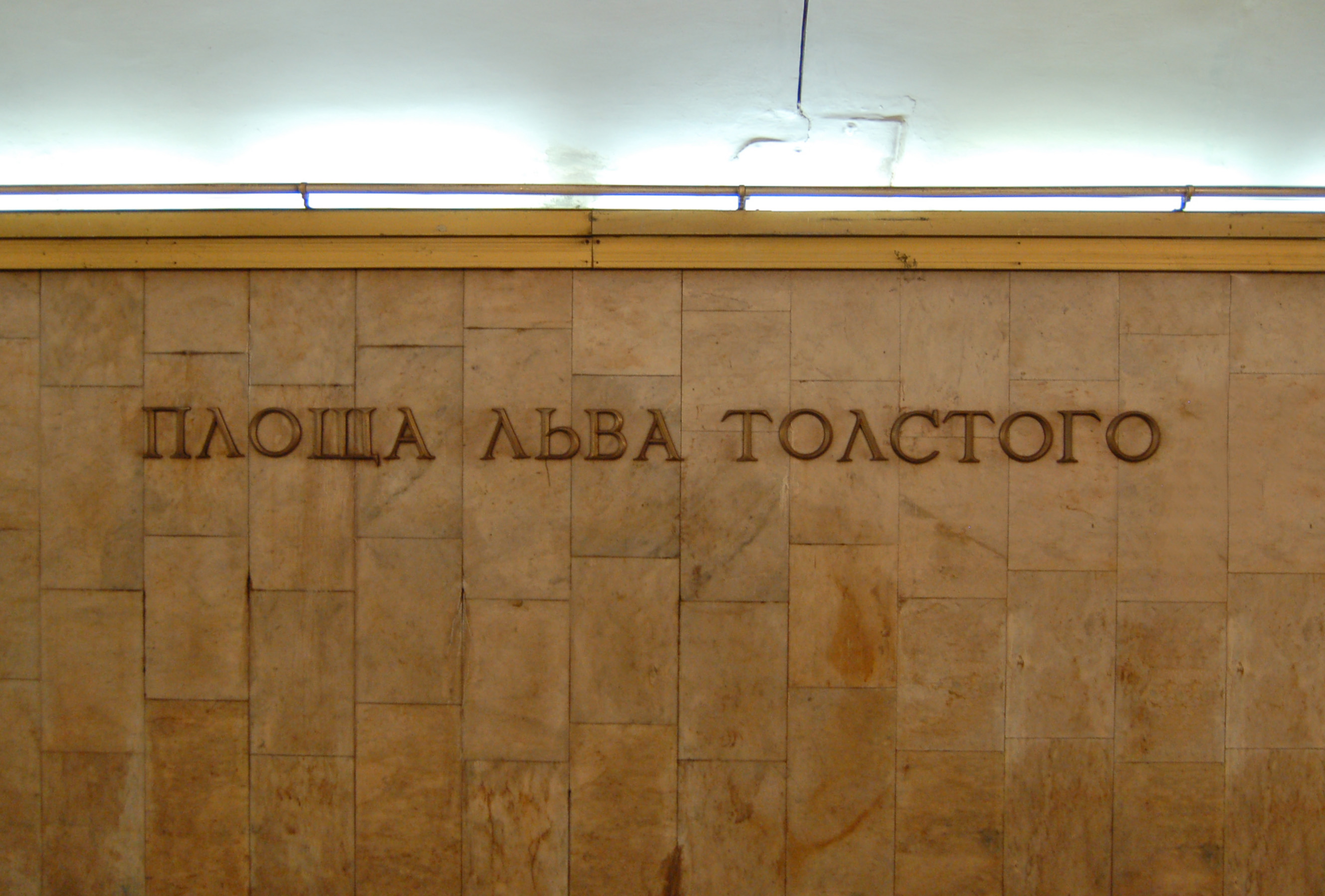
Колишня назва станції на колійній стіні (до 18 травня 2023)
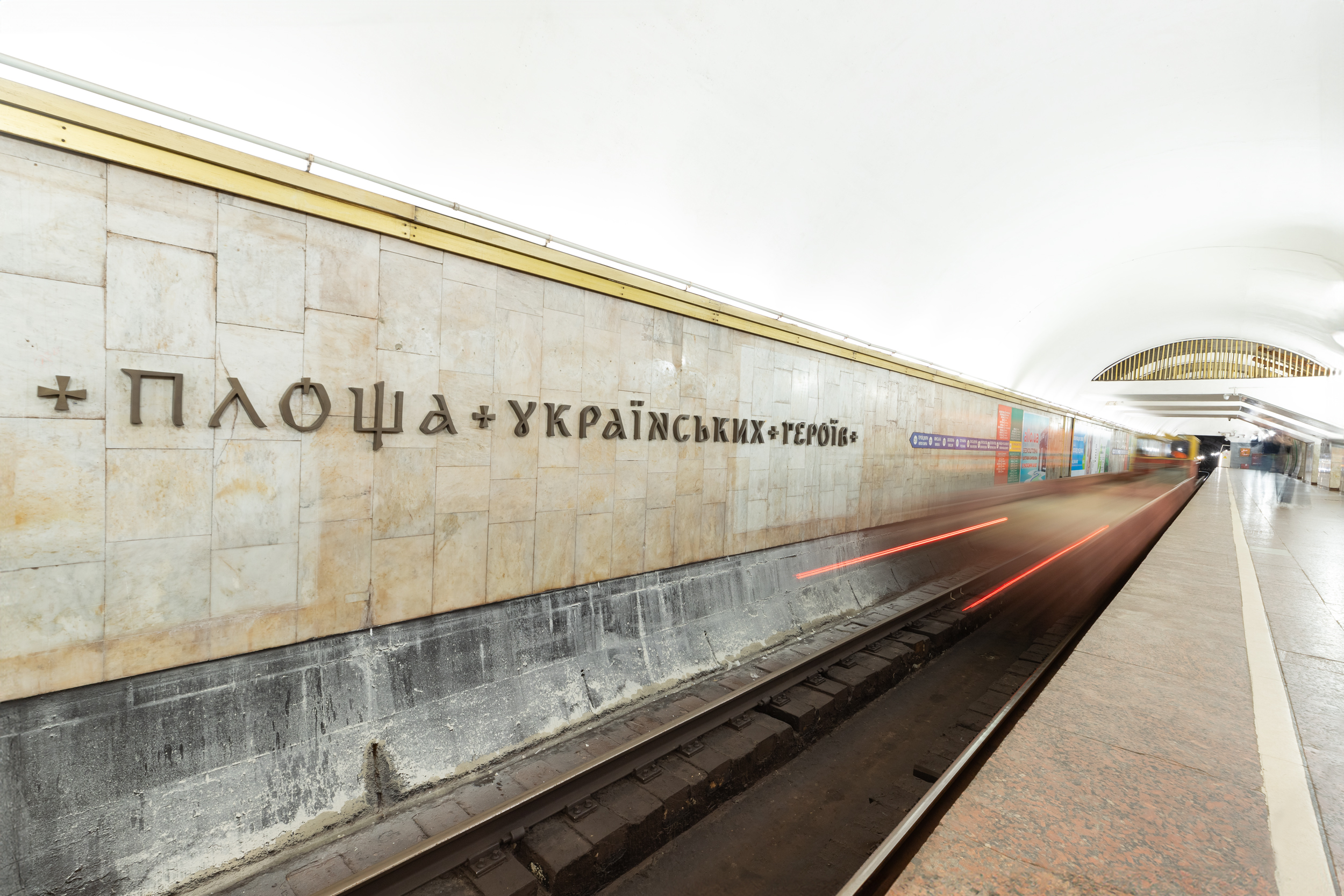
Оновлена назва станції на колійній стіні
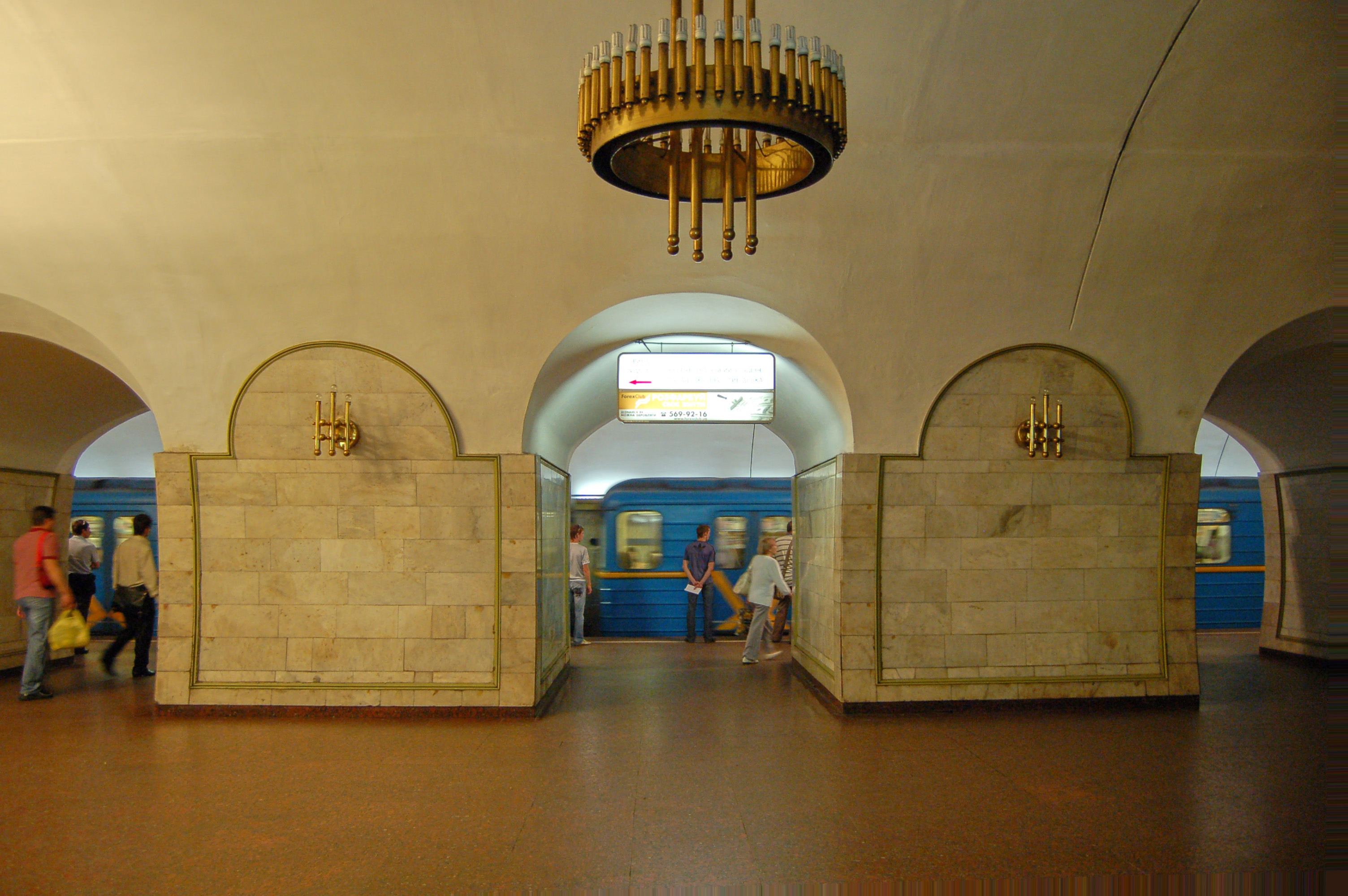
Форма пілонів
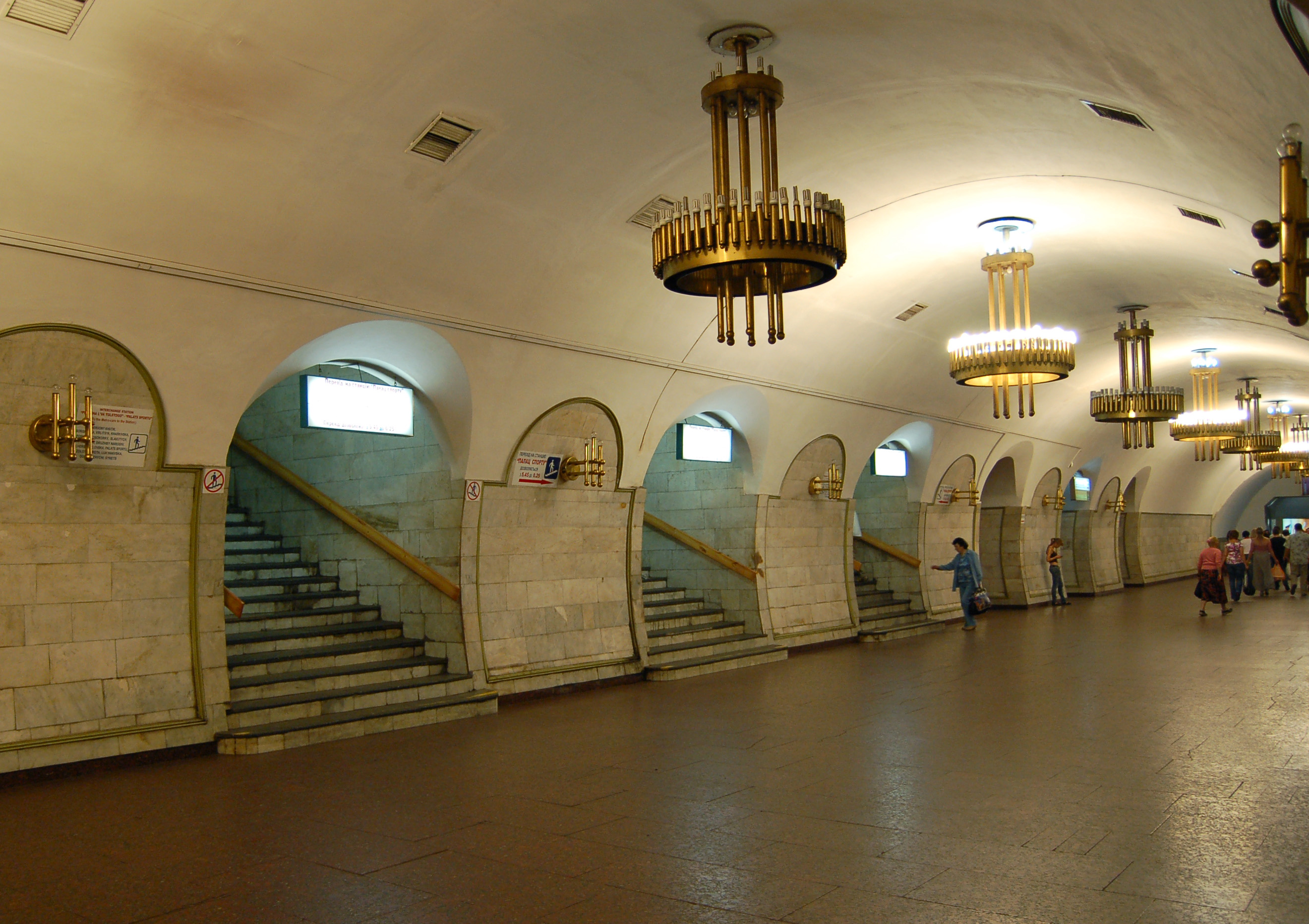
Сходи переходу на станцію «Палац спорту»
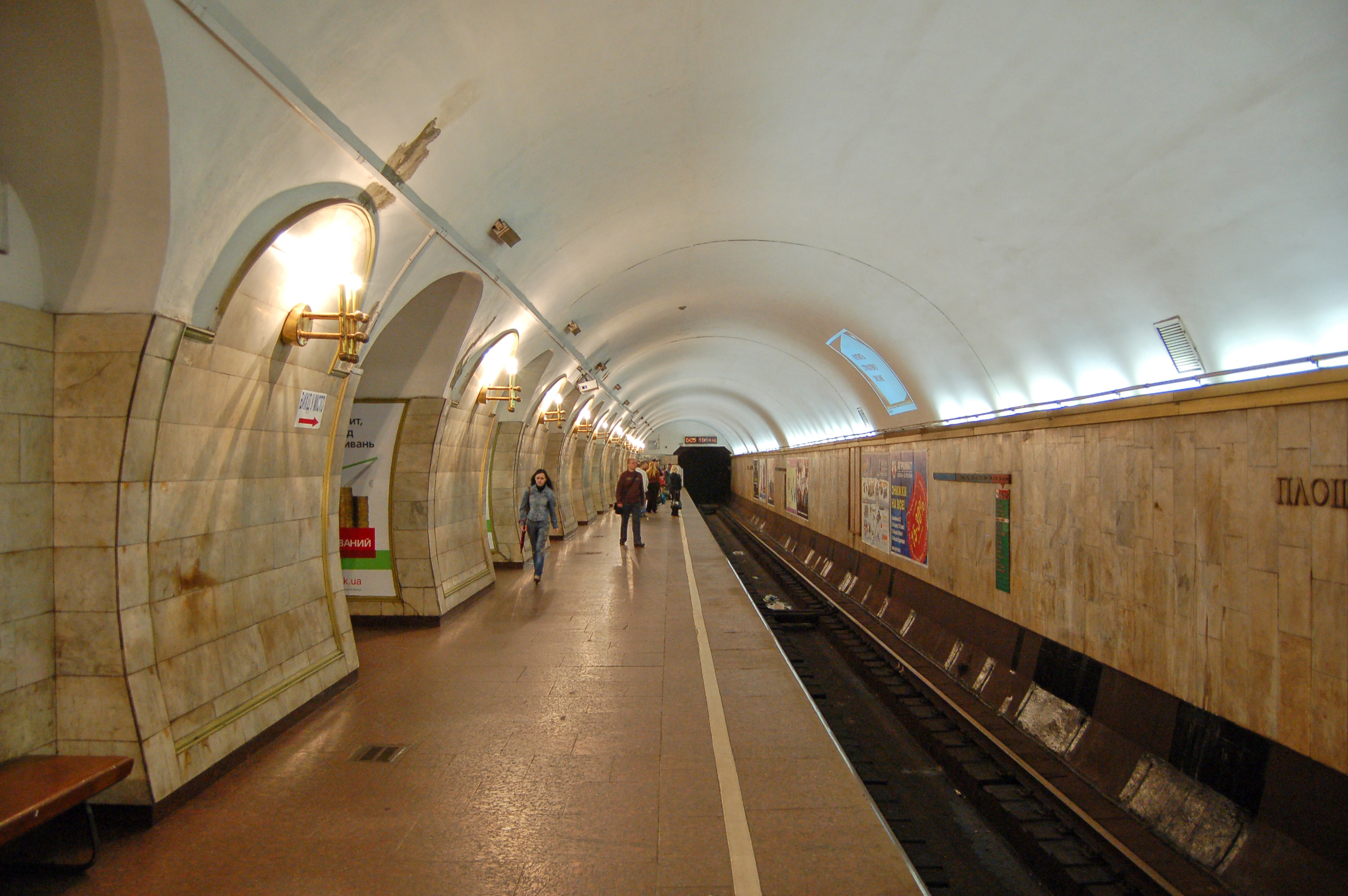
Платформа у напрямку станції «Олімпійська»
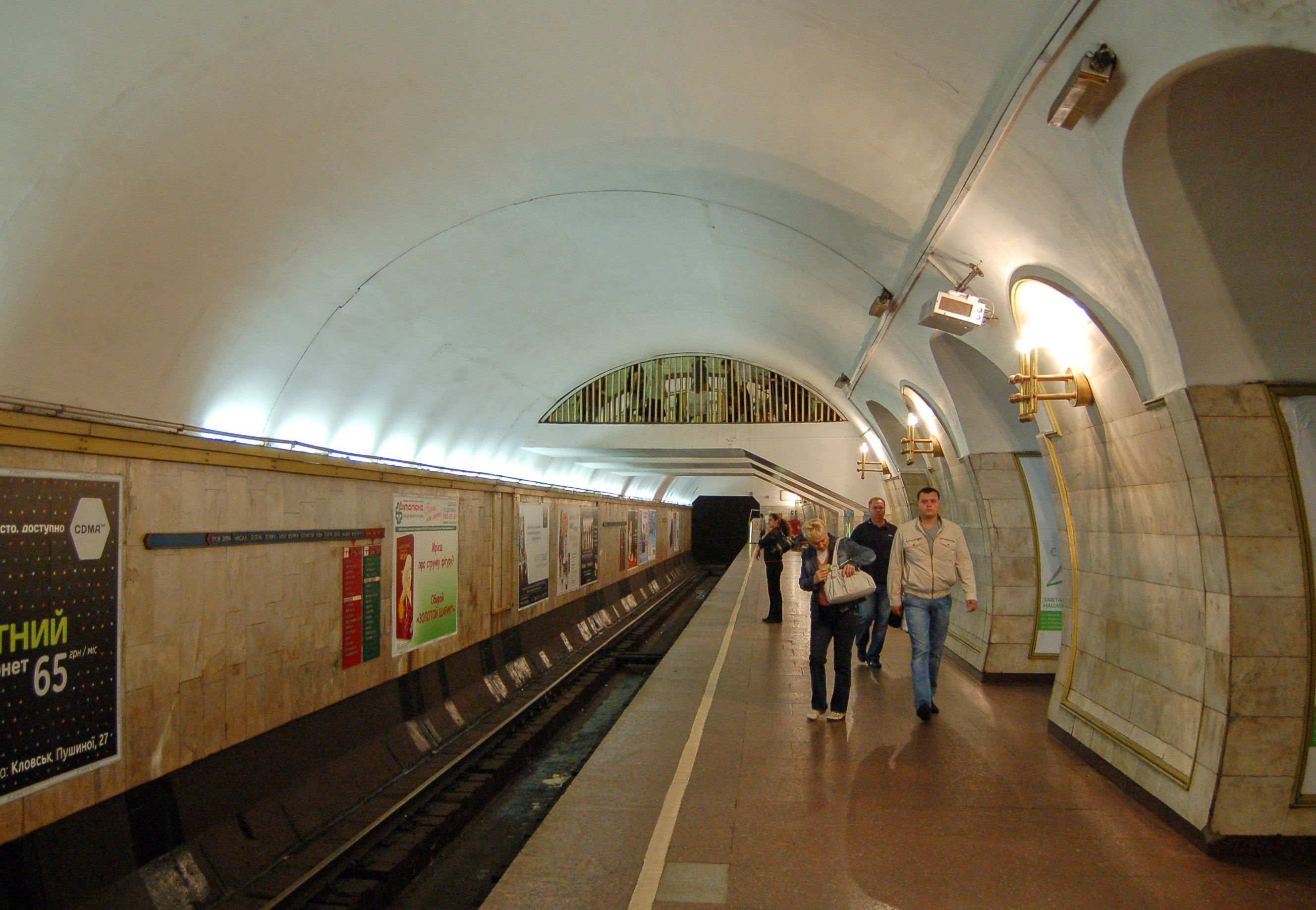
Платформа у напрямку станції «Майдан Незалежності»
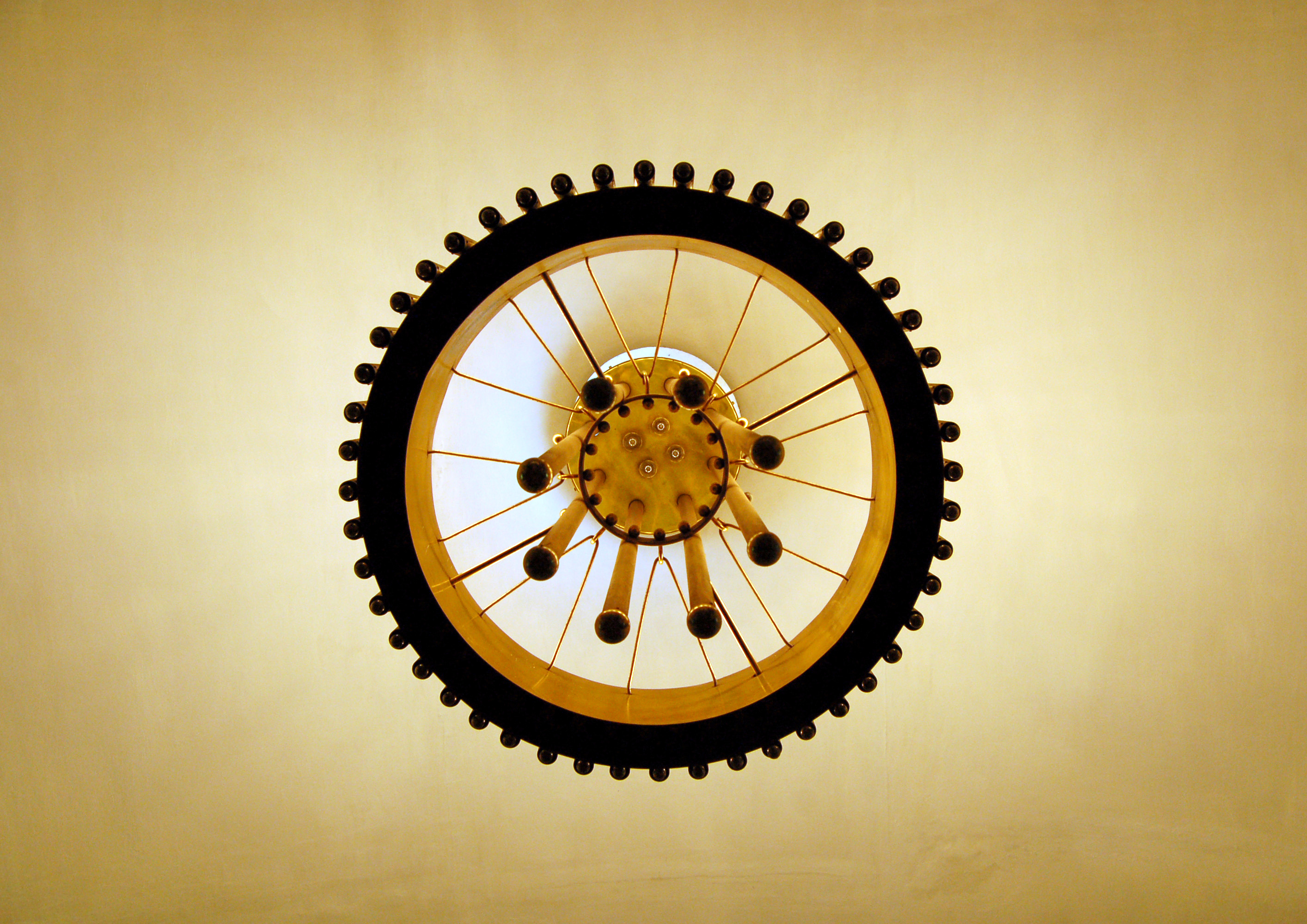
Світильник у центральному залі
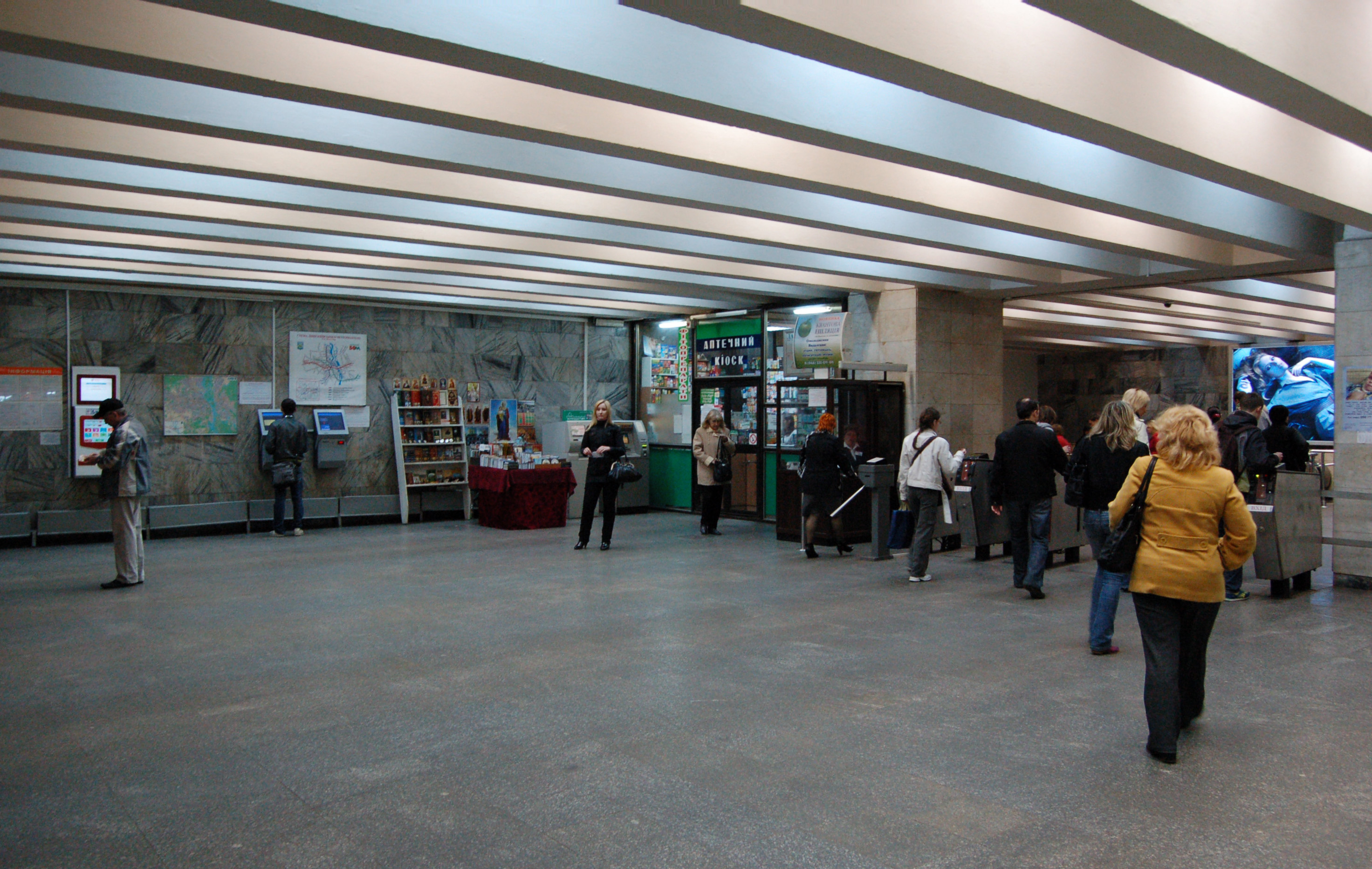
Інтер'єр касового залу
Інженерний корпус метрополітену
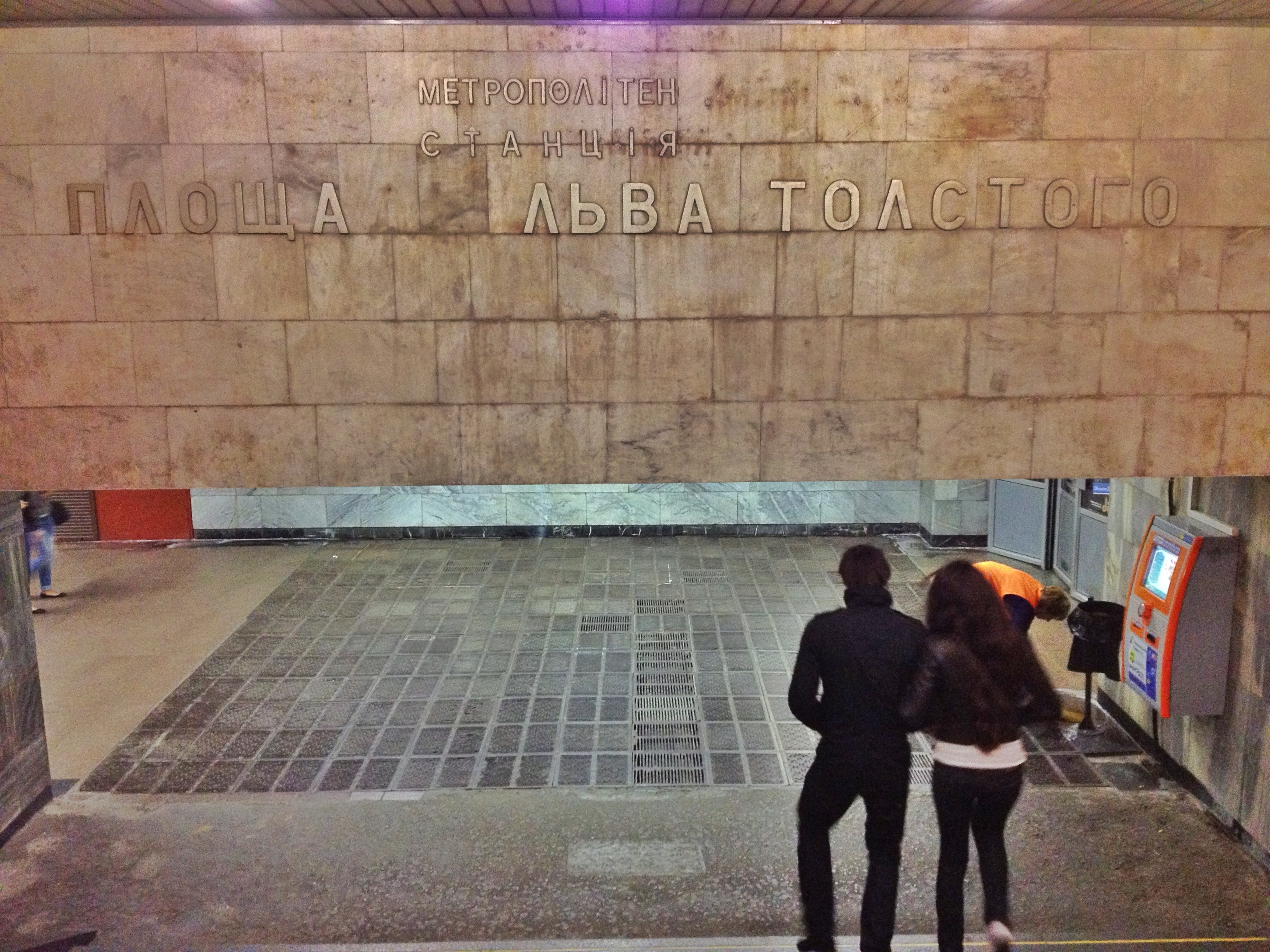
Інтер'єр входу
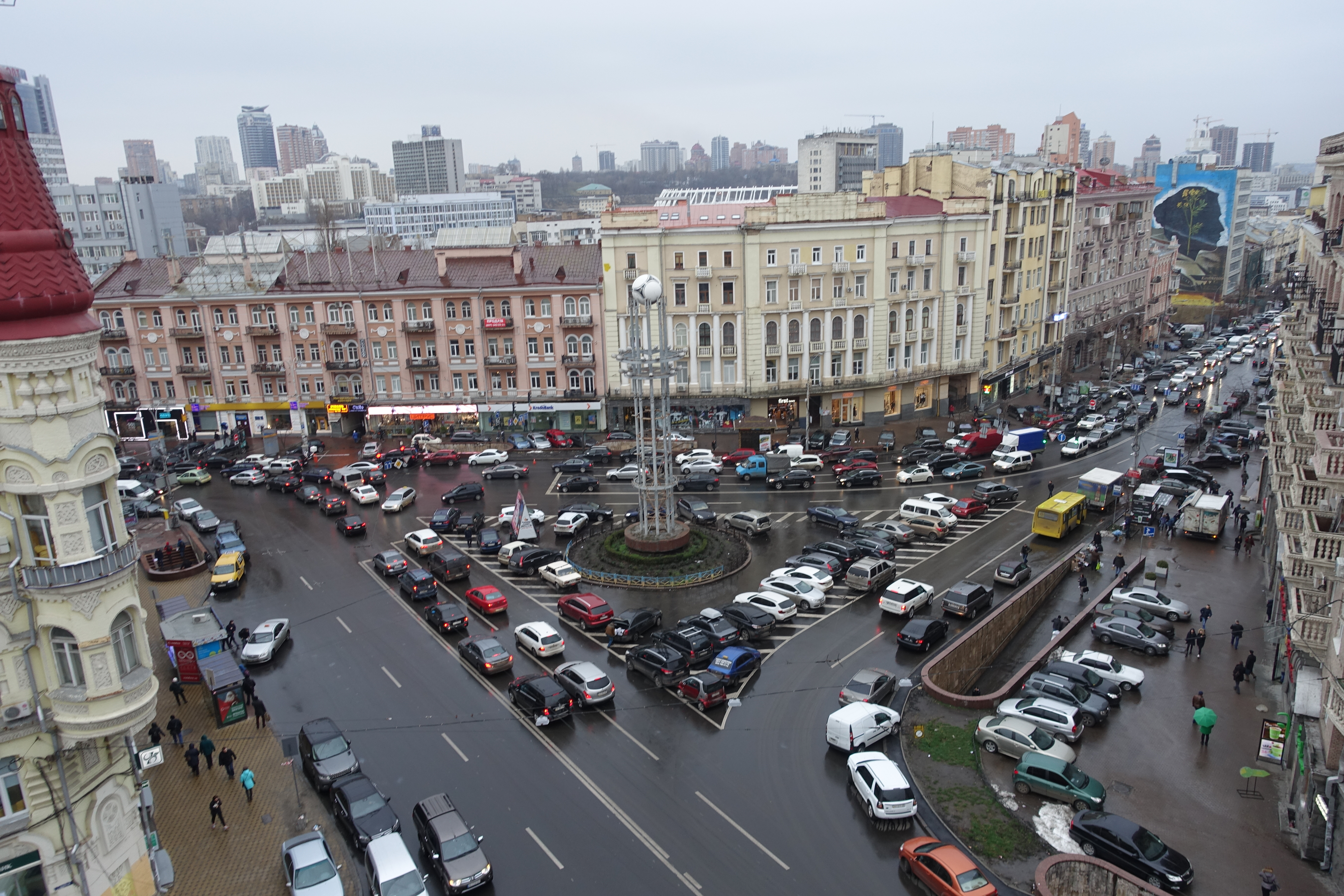
Площа над станцією

Пересадковий вузол
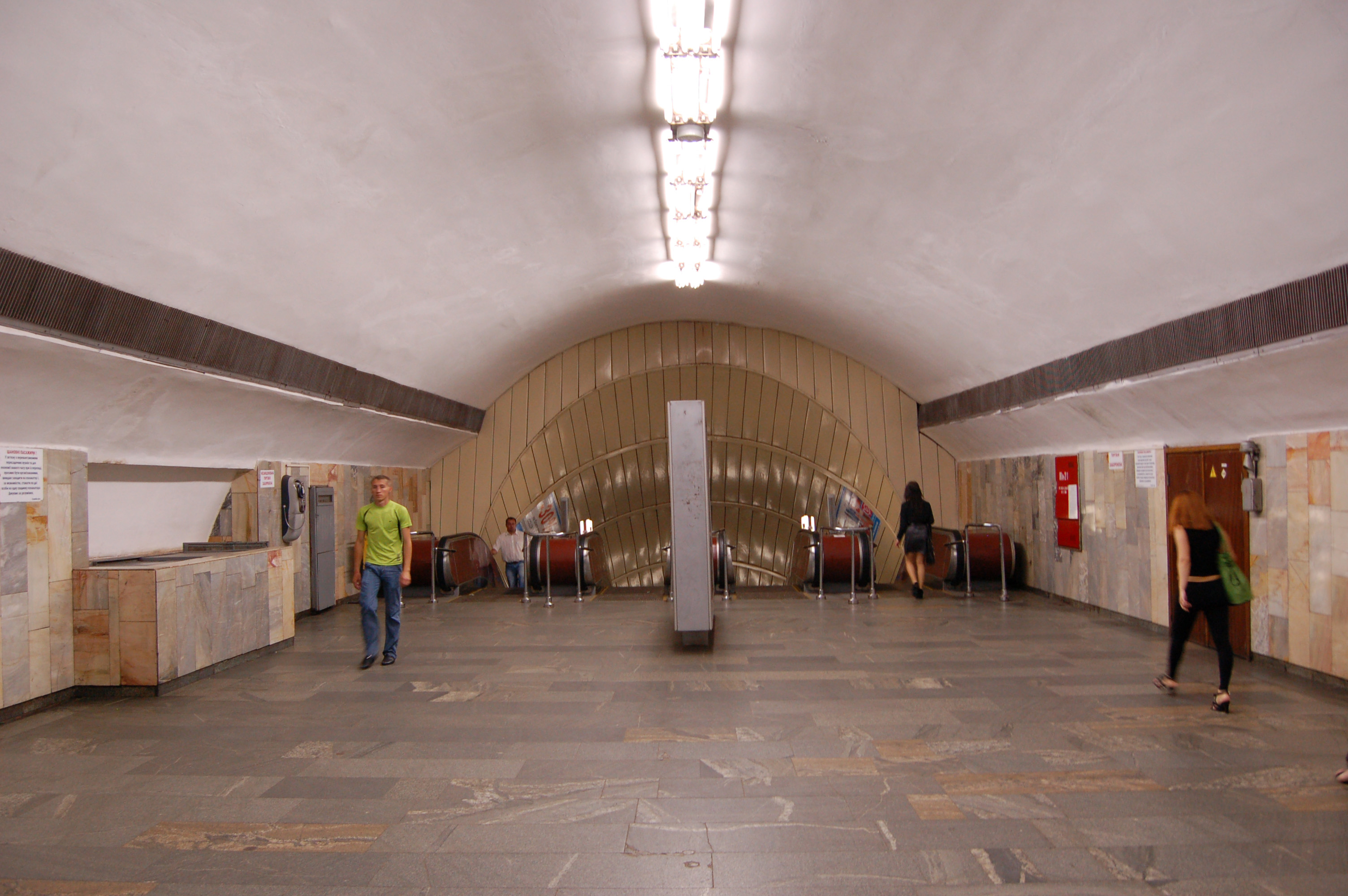
Аванзал поруч з ескалаторами
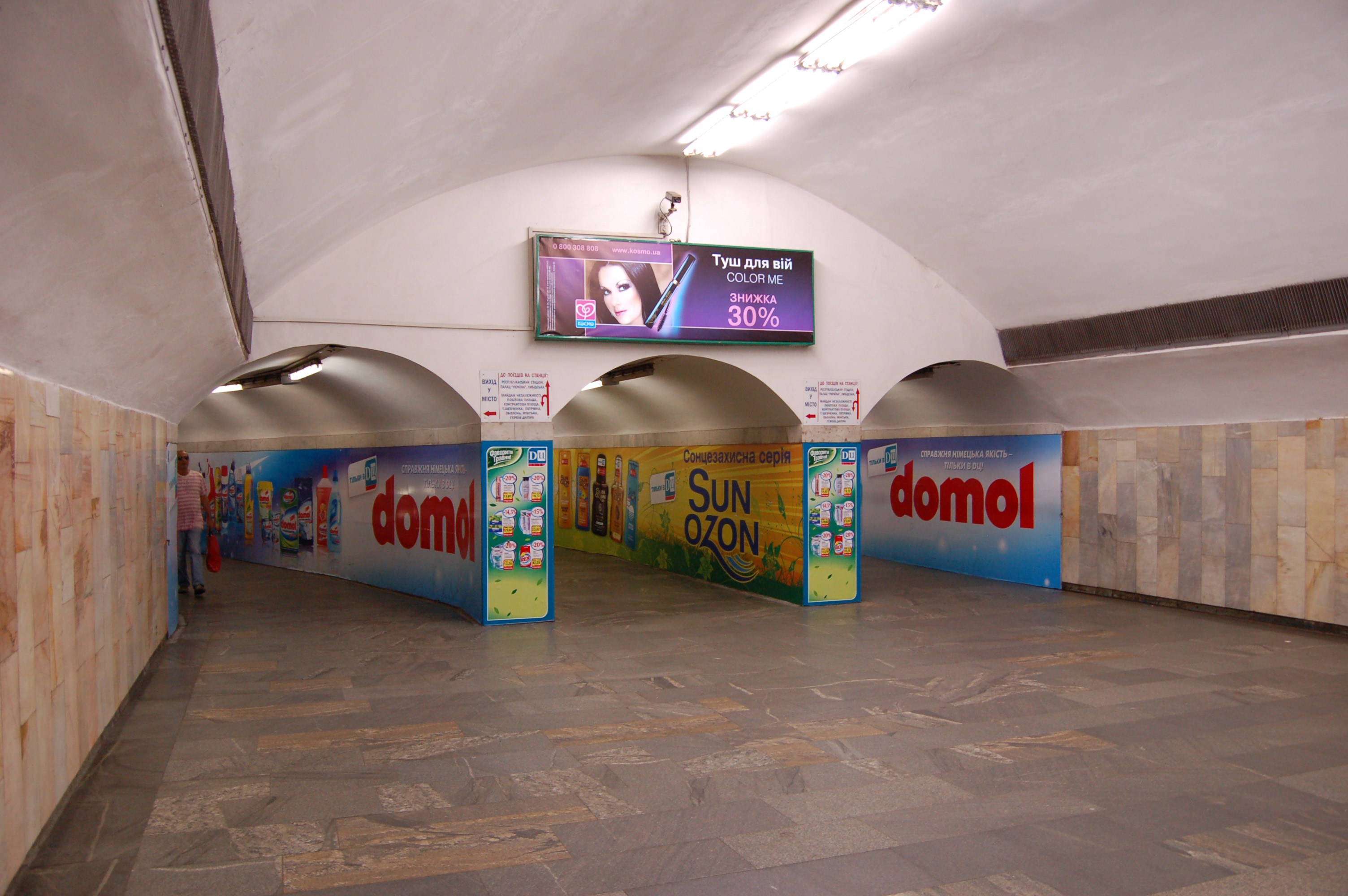
Аванзал поруч з ескалаторами. Вигляд у бік станції «Площа Українських Героїв»